# بنسدورف
بنسدورف (به آلمانی: Bensdorf) یک شهر در آلمان است که در پوتسدام-میتلمارک واقع شده‌است. بنسدورف ۱٬۳۵۲ نفر جمعیت دارد.